# Fontcouverte (Aude)
Fontcouverte je francouzská obec v departementu Aude.

## Vývoj počtu obyvatel
Počet obyvatel

## Osobnosti obce
- Jan František Régis, jezuitský misionář a světec